# 윤학자
윤학자(尹鶴子), 다우치 지즈코(일본어: 田内 千鶴子: 1912년 10월 31일~1968년 10월 31일)는 일제강점기와 대한민국의 교육인, 사회사업가이다.

## 생애
1912년 10월 31일 일본 시코쿠 고치현 고치시 와카마쓰초에서 외딸로 태어났다. 7세 때인 1919년 조선총독부 목포부청 하급관리인 아버지의 근무지에 따라 양친과 함께 조선으로 이주하였다.
1931년 목포고등여학교를 졸업하고, 1932년 목포정명여학교에서 음악교사로 근무하였다. 1936년부터 고등여학교 은사의 소개로 고아 구제 시설인 공생원 봉사를 제안받아 봉사활동을 하였다. 공생원에서 음악과 일본어를 가르치는 봉사를 하던 그녀는 공생원 원장이었던 윤치호와 1938년 10월 15일 결혼하였다.
이후 남편 윤치호와 함께 공생원 운영을 하였으며 2녀 2남을 낳았다.
1951년 1월 광주의 전남도청으로 식량 지원을 요청하러 간 남편 윤치호가 행방불명이 되는 등 어려움 속에서도 홀로 공생원을 지키며 고아 구제에 이바지하였다. 그리하여 1963년 8월 15일 한국 정부로부터 일본인으로서 최초로 문화훈장 국민장을 수상하고, 1968년 5월 8일에는 전남지사가 주는 장한 어머니상을 받았다. 1967년에는 일본 정부로부터 남수포장(藍綬褒章)을 받았다.
1968년 10월 31일 별세하였다. 장례는 목포역에서 목포시 최초로 시민장으로 진행되는 가운데 3만여 명의 목포시민이 운집해 그녀의 죽음을 애도하였다.
1995년에는 윤학자와 윤치호 부부의 생애를 그린 한일합작영화인 사랑의 묵시록(일본어 제목: 愛の黙示録)이 제작되어 완성되었다. 하지만, 당시 마침 일본 정치인들의 과거사 망언이 터져나오는 등 대일감정이 악화된데다가 문화체육부는 김수용 감독과 정일성 촬영 등이 한국인이었음에도 제작사가 한국회사가 아닌 일본회사라는 이유로 상영불가 판정을 내려 한국에서의 상영이 무산되었고, 1997년 8월 30일에 일본에서만 정식 상영되었다. 주인공인 윤학자 역은 일본 여배우 이시다 에리(石田えり)가, 윤학자의 남편인 윤치호 역은 길용우가 맡았다.

## 참고 문헌
- 국민일보
- 오마이뉴스
- 경향신문
- 뉴스1